# Dacinae

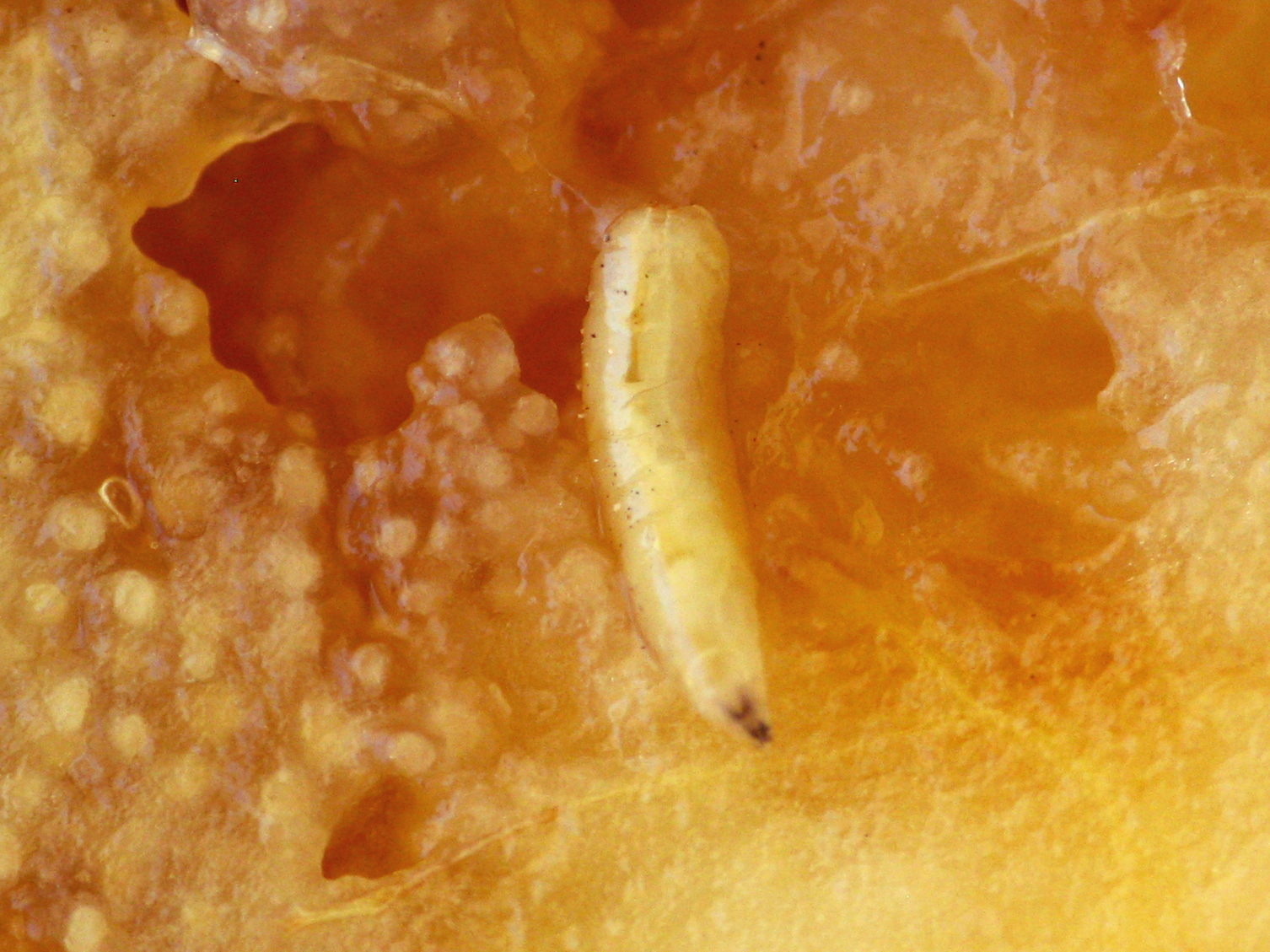
Larva de Ceratitis capitata

Dacinae es una subfamilia de la familia de moscas de la fruta Tephritidae. Su mayor diversidad se encuentra en los trópicos.
Hay casi 1.100 especies. Sus 41 géneros se distribuyen entre tres tribus:
- Tribu Ceratitidini:
  - Capparimyia
  - Carpophthoromyia
  - Ceratitella
  - Ceratitis
  - Eumictoxenus
  - Neoceratitis
  - Nippia
  - Paraceratitella
  - Paratrirhithrum
  - Perilampsis
  - Trirhithrum
  - Xanthorrachista
- Tribu Dacini:
  - Bactrocera
  - Dacus
  - Monacrostichus
- Tribu Gastrozonini:
  - Acroceratitis
  - Acrotaeniostola
  - Anoplomus
  - Bistrispinaria
  - Carpophthorella
  - Ceratitoides
  - Chaetellipsis
  - Chelyophora
  - Clinotaenia
  - Cyrtostola
  - Dietheria
  - Enicoptera
  - Galbifascia
  - Gastrozona
  - Ichneumonopsis
  - Leucotaeniella
  - Paragastrozona
  - Paraxarnuta
  - Phaeospila
  - Phaeospilodes
  - Proanoplomus
  - Rhaibophleps
  - Sinanoplomus
  - Spilocosmia
  - Taeniostola

Otros géneros incluyen Xanthorrachis